# Elation
Elation è il dodicesimo album in studio del gruppo musicale statunitense Great White, pubblicato nel maggio del 2012 dalla Frontiers Records. L'uscita è stata annunciata il 18 marzo 2012, mentre l'album è stato distribuito in Europa il 18 maggio e negli Stati Uniti il 22 maggio. Il disco è stato prodotto, registrato e mixato da Michael Lardie e Mark Kendall, i due chitarristi della band.
È il primo album inciso dal gruppo senza il cantante storico Jack Russell.

## Tracce
Tutte le canzoni sono state composte dai Great White.
1. (I've Got) Something for You – 4:31
2. Feelin' So Much Better – 5:04
3. Love Train – 4:46
4. Heart of a Man – 4:27
5. Hard to Say Goodbye – 5:18
6. Resolution – 5:06
7. Shotgun Willie's – 5:07
8. Promise Land – 5:45
9. Lowdown – 5:56
10. Just for Tonight – 4:33
11. Love Is Enough – 6:04
12. Complicated – 4:15

## Formazione
- Terry Ilous – voce
- Mark Kendall – chitarre, cori
- Michael Lardie – chitarre, tastiere
- Scott Snyder – basso
- Audie Desbrow – batteria